# Joel Grey

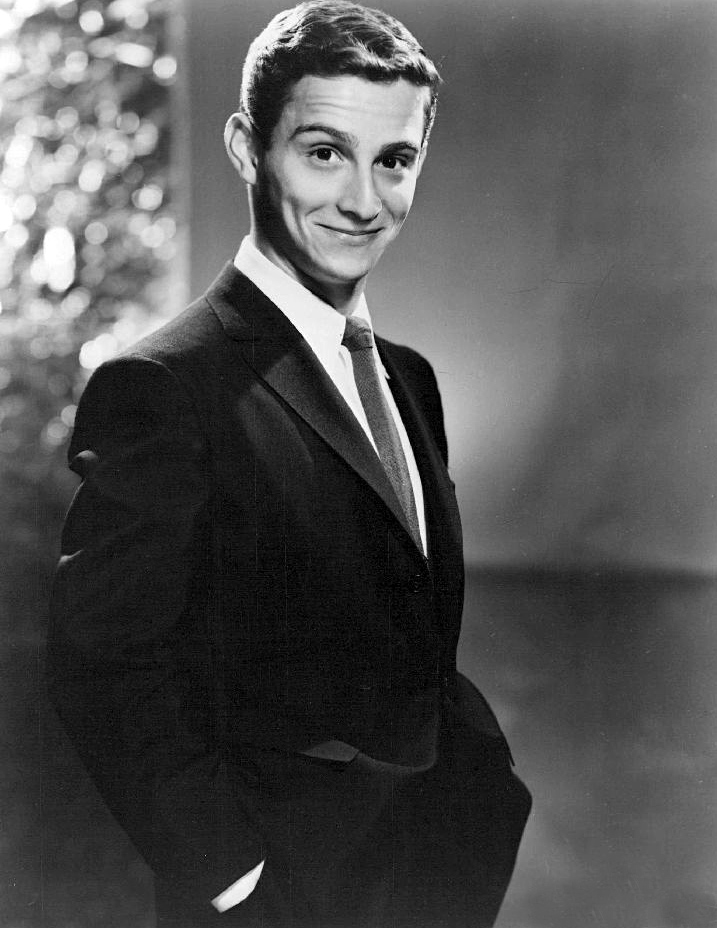
Joel Grey 1955.

Joel Grey, ursprungligen Joel David Katz, född 11 april 1932 i Cleveland, Ohio, är en amerikansk skådespelare. 
Joel Grey slog igenom på Broadway i rollen som konferencier i musikalen Cabaret och för den fick han en Tony 1967. För filmen med samma namn och i samma roll erhöll han en Oscar för bästa manliga biroll.
År 2003 fick han rollen som The Wonderful Wizard Of Oz i Broadwaymusikalen Wicked.
Åren 1958–1982 var han gift med skådespelaren Jo Wilder och paret fick två barn, James och skådespelaren Jennifer Grey. 2015 berättade Grey i en intervju att han är homosexuell.

## Filmografi i urval
- 1972 – Cabaret
- 1976 – Den sju-procentiga lösningen
- 1985 – Remo - obeväpnad, men livsfarlig
- 1991 – Kafka
- 1996 – Joe, min vän
- 1999 – En julsaga
- 2000 – Dancer in the Dark
- 2001 – Buffy vampyrdödaren (TV-serie) (tre avsnitt)
- 2003 – Oz (TV-serie) (sex avsnitt)
- 2005 – Alias (TV-serie) (tre avsnitt)
- 2005 – Jordan, rättsläkare (TV-serie) (ett avsnitt)
- 2006 – House (TV-serie) (ett avsnitt)
- 2007 – Brothers & Sisters (TV-serie) (ett avsnitt)
- 2009 – Private Practice (TV-serie) (ett avsnitt)
- 2009 – Grey's Anatomy (TV-serie) (ett avsnitt)
- 2012 – Nurse Jackie (TV-serie) (ett avsnitt)
- 2014 – CSI: Crime Scene Investigation (TV-serie) (ett avsnitt)